# 倉田悟
倉田 悟（くらた さとる、1922年2月24日 - 1978年9月10日）は、日本の植物学者。東京大学農学部教授。
1943年（昭和18年）に東大農学部卒業、1948年（昭和23年）大学院修了、助教授を経て1966年（昭和41年）教授。1965年（昭和40年）からは森林植物学講座を担当。1978年、胃癌のため死去。「植物と民俗」、「樹木と方言」など植物民俗学などの研究でも知られる。

## 著書等
- 1978年「シダ讃歌」
- 中池敏之との共編「日本のシダ植物図鑑」
- 1966年「A bibliography of forest botany in Japan, 1940-1963」ISBN 9780860080251